# Armorial de la maison d'Este
- il reste des blasons à dessiner dans cet armorial.
- certaines figures ne sont pas accompagnées de leur blasonnement.
- quelques blasons ne sont pas référencés.

Cet article présente les armoiries successives de la maison d'Este et d'Autriche-Este.

## LaMaison d'Este
| Figure | Nom du prince et blasonnement |
|        | avant 1431 D'azur, à l'aigle d'argent, becquée, languée et couronnée d'or. Différences entre dessin et blasonnement : aucun dessin de couronne pour ses aigles (ici et ci-dessous) blasonnées "couronnées". |
|        | Nicolas III d'Este (9 novembre 1383 - 26 décembre 1441), marquis de Ferrare, marquis de Modène et de Reggio (1393-1441). de 1431 (concession d'armes par Charles VII) : Écartelé, en 1 et 4 d'azur, à trois fleurs de lys d'or, à la bordure endentée de gueules et d'or et en 2 et 3 d'azur, à l'aigle d'argent, becquée, languée et couronnée d'or. Différences entre dessin et blasonnement : renversement des quartiers. Différences entre dessin et blasonnement : aucun dessin de couronne pour ses aigles (ici et ci-dessous) blasonnées "couronnées". |
|        | Borso d'Este (1413 - 20 août 1471), duc de Ferrare, duc de Modène et de Reggio (1450-1471). de le 18 mai 1452 (par concession de l'Empereur Frédéric III du titre de Duc de Modène et de Reggio) : Écartelé, en 1 et 4 d'or, à l'aigle bicéphale de sable, membrée, becquée et liée de gueules et en 2 et 3 d'azur, à trois fleurs de lys d'or, à la bordure endentée de gueules et d'or, sur le tout d'azur, à l'aigle d'argent, becquée, languée et couronnée d'or. de 1471 (par concession de le Pape Paul II du titre de Duc et de Vicaire pontifical de Ferrare) : Écartelé, en 1 et 4 d'or, à l'aigle bicéphale de sable, membrée, becquée et liée de gueules et en 2 et 3 d'azur, à trois fleurs de lys d'or, à la bordure endentée de gueules et d'or, et au chef de gueules aux deux clefs l'une d'argent l'autre d'or posées en sautoir et liées d'azur ; sur le tout d'azur, à l'aigle d'argent, becquée, languée et couronnée d'or. Différences entre dessin et blasonnement : aucun dessin de couronne pour ses aigles (ici et ci-dessous) blasonnées "couronnées". |
|        | Hercule Ier d'Este (26 octobre 1431 – 15 juin 1505), duc de Ferrare, duc de Modène et de Reggio (1471-1505). Écartelé, en 1 et 4 d'or, à l'aigle bicéphale de sable, membrée, becquée et liée de gueules et en 2 et 3 d'azur, à trois fleurs de lys d'or, à la bordure endentée de gueules et d'or, au pal de gueules aux deux clefs l'une d'argent l'autre d'or posées en sautoir et liées d'azur; sur le tout d'azur, à l'aigle d'argent, becquée, languée et couronnée d'or, portées ensuite par : - Alphonse Ier d'Este (1476 † 1534), duc de Ferrare, de Modène et de Reggio (1505-1534), son fils Différences entre dessin et blasonnement : aucun dessin de couronne pour ses aigles (ici et ci-dessous) blasonnées "couronnées". |
|        | Hercule II d'Este (5 avril, 1508 - 3 octobre, 1559), duc de Ferrare, duc de Modène et de Reggio (1534-1559). Écartelé, en 1 et 4 d'or, à l'aigle bicéphale de sable, membrée, becquée et liée de gueules et en 2 et 3 d'azur, à trois fleurs de lys d'or, à la bordure endentée de gueules et d'or, au pal de gueules aux deux clefs l'une d'argent l'autre d'or posées en sautoir et liées d'azur accompagné en chef d'une tiare cerclée et croisetée d'or ; sur le tout d'azur, à l'aigle d'argent, becquée, languée et couronnée d'or., portées ensuite par : - Alphonse II d'Este (1533 † 1597), duc de Ferrare, de Modène et de Reggio (1559-1597), son fils - César d'Este (1561 † 1628), duc de Modène et de Reggio (1597-1628) - Alphonse III d'Este (1591 † 1644), duc de Modène et de Reggio (1628-1629) - François Ier d'Este (1610 † 1658), duc de Modène et de Reggio (1629-1658) - Alphonse IV d'Este (1634 † 1662), duc de Modène et de Reggio (1658-1662) - François II d'Este (1660 † 1694), duc de Modène et de Reggio (1662-1694) - Renaud III d'Este (1655 † 1737), duc de Modène et de Reggio (1694-1737) - François III d'Este (1698 † 1780), duc de Modène et de Reggio (1737-1780) Différences entre dessin et blasonnement : aucun dessin de couronne pour ses aigles (ici et ci-dessous) blasonnées "couronnées". |
|        | Hercule III d'Este (22 novembre 1727 – 14 octobre 1803), duc de Modène et de Reggio (1780-1796). de 1741 (à partir de son mariage avec Marie-Thérèse Cibo de Malaspina qui lui apportait la Principauté de Massa et Carrare) Écartelé, en 1 et 4 d'or, à l'aigle bicéphale de sable, membrée, becquée et liée de gueules et en 2 et 3 d'azur, à trois fleurs de lys d'or, à la bordure endentée de gueules et d'or, au pal de gueules aux deux clefs l'une d'argent l'autre d'or posées en sautoir et liées d'azur accompagné en chef d'une tiare cerclée et croisetée d'or, chargé d'une bande abbaissée et échiquétée d'argent et de sable (pour Cybo-Malaspina); sur le tout d'azur, à l'aigle d'argent, becquée, languée et couronnée d'or. Différences entre dessin et blasonnement : tiare cerclée et croisetée d'or. Différences entre dessin et blasonnement : aucun dessin de couronne pour ses aigles (ici et ci-dessous) blasonnées "couronnées". |

### Membres féminins de la Maison d'Este
| Figure | Nom de la princesse et blasonnement |
|        | Marguerite d'Este , fille de Nicolas III d'Este, en 1450, co-dame consort de Carpi. Parti : I, écartelé, en 1 de gueules à la croix d'argent à la bordure d'azur chargée de huit besants d'or/d'argent; en 2 et 3 fascé de quatre pièces de gueules et d'argent; en 4 d'or, au lion sinople; sous le tout un chef d'or à une aigle de sable armée, becquée, lampassée de gueules et couronnée d'or (qui est de l'Empire); et II, écartelé, en 1 et 4 d'or, à l'aigle bicéphale de sable, membrée, becquée et liée de gueules et couronnée d'or et en 2 et 3 d'azur, à trois fleurs de lys d'or, à la bordure endentée de gueules et d'or, sur le tout d'azur, à l'aigle d'argent, becquée, languée et couronnée d'or[réf. nécessaire]. Différences entre dessin et blasonnement. |
|        | Lucrèce d'Este (1470 circa – 1516/1518), fille de Hercule Ier d'Este et Ludovica Condolmieri, en 1487, dame consort de Bologne. Parti : I, tranché-dentelée d'or et de gueules; et II, écartelé, en 1 et 4 d'azur, à trois fleurs de lys d'or, à la bordure endentée de gueules et d'or et en 2 et 3 d'azur, à l'aigle d'argent, becquée, languée et couronnée d'or[réf. nécessaire]. |
|        | Isabelle d'Este (18 mai 1474 – 13 février 1539), fille de Hercule Ier d'Este et Éléonore de Naples, en 1490, marquise consort de Mantoue. Parti : I, d’argent, à la croix pattée de gueules cantonnée de quatre aigles de sable au vol abaissé; sur le tout écartelé, au premier et au quatrième de gueules au lion à la queue fourchée d'argent armé et lampassé d’or, couronné et colleté du même, au deuxième et au troisième fascé d'or; et II, écartelé, en 1 et 4 d'azur, à trois fleurs de lys d'or, à la bordure endentée de gueules et d'or et en 2 et 3 d'azur, à l'aigle d'argent, becquée, languée et couronnée d'or[réf. nécessaire]. |
|        | Béatrice d'Este (29 juin 1475 – 2 janvier 1497), fille de Hercule Ier d'Este et Éléonore de Naples, en 1491, duchesse consort de Milan. Parti : I, écartelé, en 1 et 4 d'or à l'aigle éployée de sable, lampassée de gueules et couronnée du champ et en 2 et 3 d'argent à la guivre d'azur couronnée d'or engloutissant un enfant de carnation, qui est de Visconti; et II, écartelé, en 1 et 4 d'azur, à trois fleurs de lys d'or, à la bordure endentée de gueules et d'or et en 2 et 3 d'azur, à l'aigle d'argent, becquée, languée et couronnée d'or[réf. nécessaire]. |
|        | Anne d'Este (16 novembre 1531 – 15 mai 1607), fille de Hercule II d'Este et Renée de France, duchesse de Montargis et comtesse de Gisors, en 1548, duchesse consort d’Aumale, puis, en 1550, duchesse consort de Guise, en 1566 duchesse consort de Nemours. après 1550 : Parti : I, coupé et parti en 3, au premier fascé de gueules et d'argent, au second d'azur semé de lys d'or et au lambel de gueules, au troisième d'argent à la croix potencée d'or, cantonnée de quatre croisettes du même, au quatrième d'or aux quatre pals de gueules au cinquième parti d'azur semé de lys d'or et à la bourdure de gueules, au sixième d'azur au lion contourné d'or, armé, lampassé et couronné de gueules, au septième d'or au lion de sable armé et lampassé de gueules, au huitième d'azur semé de croisettes d'or et aux deux bar d'or. Sur le tout d'or à la bande de gueules chargé de trois alérions d'argent le tout brisé d'un lambel de gueules; et II, écartelé, en 1 d'azur aux trois fleurs de lys d'or, en 2 contre-écartelé, en a et d d'or, à l'aigle bicéphale de sable, membrée, becquée et liée de gueules et en b et c d'azur, à trois fleurs de lys d'or, à la bordure endentée de gueules et d'or, sur le tout d'azur, à l'aigle d'argent, becquée, languée et couronnée d'or[réf. nécessaire]. après 1566 : Parti : I, écartelé, en 1 et 4 parti au 1 de gueules au cheval effrayé d'argent, au 2 fascé d'or et de sable de huit pièces au cancrelin de sinople posée en bande brochant sur le tout et enté en pointe d'argent à trois bouterolles au bout d'épée faites en croissant de gueules malordonnées, en 2 d'argent semé de billettes de sable au lion de même brochant sur le tout, en 3 de sable au lion d'argent ; sur le tout de gueules à la croix d'argent, brisé d'une bordure componée d'or et d'azur; et II, écartelé, en 1 d'azur aux trois fleurs de lys d'or, en 2 contre-écartelé, en a et d d'or, à l'aigle bicéphale de sable, membrée, becquée et liée de gueules et en b et c d'azur, à trois fleurs de lys d'or, à la bordure endentée de gueules et d'or, sur le tout d'azur, à l'aigle d'argent, becquée, languée et couronnée d'or[réf. nécessaire]. |
|        | Lucrèce d'Este (16 décembre 1535 – 1598), fille de Hercule II d'Este et Renée de France, en 1598, duchesse consort d'Urbino. Parti : I, tiercé en pal : le I, coupé du Saint-Empire et de Montefeltro, le II, aux insignes de Vicaire pontifical, le III, coupé, au a, d'azur au rouvre d'or aux rameaux passés en sautoir, qui est della Rovere et, au b, parti de 3 : au 1, d'Árpád, au 2, parti en 1 d'or à quatre pals de gueules et en 2 écartelé en sautoir d'or aux quatre pals de gueules et d'argent à l'aigle de sable membré et becqué de gueules, qui est d'Aragon-Sicile, au 3, d'argent à la croix potencée d'or cantonné de quatre croisettes de même, qui est de Jérusalem, au 4, d'or aux quatre pals de gueules, qui est d'Aragon; et II, écartelé, en 1 et 4 d'azur, à trois fleurs de lys d'or, à la bordure endentée de gueules et d'or et en 2 et 3 d'azur, à l'aigle d'argent, becquée, languée et couronnée d'or[réf. nécessaire]. |
|        | Éléonore d'Este (1561 – 1637), fille de Alphonse d'Este marquis de Montecchio et Giulia della Rovere, en 1594, princesse consort de Venosa. Parti : I, d'argent au lion de sable accompagné de cinq fleurs de lys de gueules, deux posées en chef à dextre et rangées en barre, une posée au canton senestre du chef, une posée presque en abîme quelque peu à dextre et une en pointe; et II, écartelé, en 1 et 4 d'azur, à trois fleurs de lys d'or, à la bordure endentée de gueules et d'or et en 2 et 3 d'azur, à l'aigle d'argent, becquée, languée et couronnée d'or[réf. nécessaire]. |
|        | Marie Béatrice Eléonore d'Este (5 octobre 1658 – 7 mai 1718), fille de Alphonse IV d'Este et Laure Martinozzi, en 1673, reine consort d'Angleterre et d'Écosse. Parti : écartelé, en I et IV contre-écartelé : en 1 et 4 d'azur aux trois fleurs de lys d'or (de France moderne) et en 2 et 3 de gueules aux trois léopards d'or (d'Angleterre moderne); en II d'or, au lion de gueules, au double trescheur fleuronné et contre-fleuronné du même (d'Écosse) et en III d'azur, à la harpe d'or, cordée d'argent (d'Irlande); et II, écartelé, en 1 et 4 d'or, à l'aigle bicéphale de sable, membrée, becquée et liée de gueules et en 2 et 3 d'azur, à trois fleurs de lys d'or, à la bordure endentée de gueules et d'or, au pal de gueules aux deux clefs l'une d'argent l'autre d'or posées en sautoir et liées d'azur accompagné en chef d'une tiare cerclée et croisetée d'or ; sur le tout d'azur, à l'aigle d'argent, becquée, languée et couronnée d'or. Différences entre dessin et blasonnement. Parti : écartelé, en I et IV contre-écartelé : en 1 et 4 d'azur aux trois fleurs de lys d'or (de France moderne) et en 2 et 3 de gueules aux trois léopards d'or (d'Angleterre moderne); en II d'or, au lion de gueules, au double trescheur fleuronné et contre-fleuronné du même (d'Écosse) et en III d'azur, à la harpe d'or, cordée d'argent (d'Irlande); et II, d'azur, à l'aigle d'argent, becquée, languée et couronnée d'or. |
|        | Henriette d'Este (1702 – 1777), fille de Renaud III de d'Este et Charlotte-Félicité de Brunswick-Calenberg, en 1728, duchesse consort de Parme, puis, en 1740, princesse de Hesse-Darmstadt. après 1728 : Parti : I, ; et II, écartelé, en 1 et 4 d'azur, à trois fleurs de lys d'or, à la bordure endentée de gueules et d'or et en 2 et 3 d'azur, à l'aigle d'argent, becquée, languée et couronnée d'or[réf. nécessaire]. après 1740 : Parti : I, ; et II, écartelé, en 1 et 4 d'azur, à trois fleurs de lys d'or, à la bordure endentée de gueules et d'or et en 2 et 3 d'azur, à l'aigle d'argent, becquée, languée et couronnée d'or[réf. nécessaire]. |
|        | Marie Thérèse Félicité d'Este (6 octobre 1726 – 30 avril 1754), fille de François III d'Este et Charlotte-Aglaé d'Orléans, en 1744, duchesse de Penthièvre. Parti : d'azur aux trois fleurs de lys d'or et au baton péri de gueules; et II, écartelé, en 1 et 4 d'or, à l'aigle bicéphale de sable, membrée, becquée et liée de gueules et en 2 et 3 d'azur, à trois fleurs de lys d'or, à la bordure endentée de gueules et d'or, au pal de gueules aux deux clefs l'une d'argent l'autre d'or posées en sautoir et liées d'azur accompagné en chef d'une tiare cerclée et croisetée d'or ; sur le tout d'azur, à l'aigle d'argent, becquée, languée et couronnée d'or. |
|        | Marie Fortunée d'Este (24 novembre 1731 – 21 septembre 1803), fille de François III d'Este et Charlotte-Aglaé d'Orléans, en 1759, comtesse de la Marche, puis, en 1776, princesse de Conti. Parti : d'azur aux trois fleurs de lys d'or et au baton de gueules péri en bande et à la bourdure de gueules; et II, écartelé, en 1 et 4 d'or, à l'aigle bicéphale de sable, membrée, becquée et liée de gueules et en 2 et 3 d'azur, à trois fleurs de lys d'or, à la bordure endentée de gueules et d'or, au pal de gueules aux deux clefs l'une d'argent l'autre d'or posées en sautoir et liées d'azur accompagné en chef d'une tiare cerclée et croisetée d'or ; sur le tout d'azur, à l'aigle d'argent, becquée, languée et couronnée d'or. |
|        | Marie Béatrice Ricciarde d'Este (7 avril 1750 – 14 novembre 1829), fille de Hercule III d'Este et Marie-Thérèse Cibo de Malaspina duchesse de Massa et Carrare, princesse de Modène, en 1790, duchesse de Massa et de Carrare. |

## Branche d'Este-San Martino
| Figure | Nom de la princesse et blasonnement |
|        | La Maison des Este-San Martino part de Sigismondo I d'Este (1433-1507), seigneur de San Martino in Rio, fils de Nicolas III d'Este. avant 24 Juillet 1552 : Écartelé, en 1 et 4 d'azur, à trois fleurs de lys d'or, à la bordure endentée de gueules et d'or et en 2 et 3 d'azur, à l'aigle d'argent, becquée, languée et couronnée d'or. Différences entre dessin et blasonnement : aucun dessin de couronne pour ses aigles (ici et ci-dessous) blasonnées "couronnées". |
|        | Sigismondo II d'Este (-1561), marquis de Borgomanero et Porlezza, count de Corteolona, seigneur de San Martino in Rio, Campogalliano et Castellarano, fils de Ercole d'Este di San Martino. après 24 Juillet 1552 (par concession de l'Empereur Charles V): écartelé, en 1 et 4 d'argent, à l'aigle bicéphale de sable, membrée, becquée et liée de gueules et en 2 et 3 d'azur, à trois fleurs de lys d'or, à la bordure endentée de gueules et d'or, sur le tout d'azur, à l'aigle d'argent, becquée, languée et couronnée d'or. écartelé, en 1 et 4 d'argent, à l'aigle bicéphale de sable, membrée, becquée et liée de gueules et en 2 et 3 d'azur, à trois fleurs de lys d'or, à la bordure endentée de gueules et d'or, sur le tout d'azur, à l'aigle d'argent, becquée, languée et couronnée d'or à la bourdure d'or,. |
|        | Peut-être après le contrat de mariage avec une fille illégitime du duc de Savoie. après 1570 ou 1644 : écartelé, en 1 et 4 d'argent, à l'aigle bicéphale de sable, membrée, becquée et liée de gueules et en 2 et 3 d'azur, à trois fleurs de lys d'or, à la bordure endentée de gueules et d'argent/d'or, sur le tout d'azur, à l'aigle d'argent, becquée, languée et couronnée d'or; sur-le-tout-du-tout de gueules à la croix d'argent (de Savoie moderne),. |

### LaMaison d'Autriche-Este
| Figure | Nom du prince et blasonnement |
|        | Ferdinand de Habsbourg (1er juin 1754 – 24 décembre 1806), archiduc d'Autriche, et duc de Modène et de Reggio (1803-1806). Écartelé en 1 parti fascé d'argent et de gueules de huit pièces et de gueules, à la croix patriarcale pattée d'argent, issante d'une couronne d'argent, plantée au sommet d'un mont de trois coupeaux de sinople, en 2 de gueules au lion d'argent à la queue fourchée passée en sautoir, couronné, armé et lampassé d'or, en 3 bandé d'or et d'azur à la bordure de gueules et en 4 d'or à six tourteaux mis en orle, cinq de gueules, celui en chef d'azur chargé de trois fleurs de lis d'or, sur le tout, parti : 1, parti de gueules à la fasce d'argent et d'or à la bande de gueules chargé de trois alérions d'argent; 2, d'azur, à l'aigle d'argent, becquée, languée et couronnée d'or. |
|        | François IV d'Autriche-Este (6 octobre 1779 – 21 janvier 1846), archiduc d'Autriche, et duc de Modène et de Reggio (1814-1846). Écartelé en 1 parti fascé d'argent et de gueules de huit pièces et de gueules, à la croix patriarcale pattée d'argent, issante d'une couronne d'argent, plantée au sommet d'un mont de trois coupeaux de sinople, en 2 de gueules au lion d'argent à la queue fourchée passée en sautoir, couronné, armé et lampassé d'or, en 3 bandé d'or et d'azur à la bordure de gueules et en 4 d'or à six tourteaux mis en orle, cinq de gueules, celui en chef d'azur chargé de trois fleurs de lis d'or, sur le tout parti de gueules à la fasce d'argent et d'or à la bande de gueules chargé de trois alérions d'argent, enté en pointe d'azur, à l'aigle d'argent, becquée, languée et couronnée d'or. Différences entre dessin et blasonnement : La source indique l'écusson surmonté d'une couronne fermée. |
|        | François V d'Autriche-Este (1er juin 1819 – 20 novembre 1875), archiduc d'Autriche, et duc de Modène et de Reggio (1846-1859). Écartelé en 1 parti fascé d'argent et de gueules de huit pièces et de gueules, à la croix patriarcale pattée d'argent, issante d'une couronne d'argent, plantée au sommet d'un mont de trois coupeaux de sinople, en 2 de gueules au lion d'argent à la queue fourchée passée en sautoir, couronné, armé et lampassé d'or, en 3 parti d'argent, à la guivre d'azur, couronnée d'or, issante de gueules et d'azur, au léopard ailé d'or, tenant de ses pattes avant un livre ouvert d'argent, portant les textes « PAX TIBI MARCE EVANGELISTA MEUS » et une terrasse sinople et en 4 parti d'azur, à la fasce cousue de gueules, accompagnée en chef d'un corbeau de sable et en pointe de trois couronnes d'or et de Lodomérie, sur le tout parti en 1 tiercé en pal d'or au lion de gueules armé, lampassé et couronné d'azur, de gueules à la fasce d'argent et d'or à la bande de gueules chargé de trois alérions d'argent, et en 2 d'azur, à l'aigle d'argent, becquée, languée et couronnée d'or. |
|        | François Ferdinand de Habsbourg (18 décembre 1863 – 28 juin 1914), archiduc d'Autriche-Este Écartelé en 1 parti fascé d'argent et de gueules de huit pièces et de gueules, à la croix patriarcale pattée d'argent, issante d'une couronne d'argent, plantée au sommet d'un mont de trois coupeaux de sinople, en 2 de gueules au lion d'argent à la queue fourchée passée en sautoir, couronné, armé et lampassé d'or, en 3 parti d'azur, à la fasce cousue de gueules, accompagnée en chef d'un corbeau de sable et en pointe de trois couronnes d'or et de Lodomérie et en 4 d'azur, à cinq aigles d'or (2, 2 et 1), becquées, languées et membrées de gueules, sur le tout parti en 1 tiercé en pal d'or au lion de gueules armé, lampassé et couronné d'azur, de gueules à la fasce d'argent et d'or à la bande de gueules chargé de trois alérions d'argent, et en 2 d'azur, à l'aigle d'argent, becquée, languée et couronnée d'or. |
|        | Robert de Habsbourg (8 février 1915 – 7 février 1996), archiduc d'Autriche-Este. Parti en 1 tiercé en pal d'or au lion de gueules armé, lampassé et couronné d'azur, de gueules à la fasce d'argent et d'or à la bande de gueules chargé de trois alérions d'argent, et en 2 d'azur, à l'aigle d'argent, becquée, languée et couronnée d'or. |